# Dunes boisées
Dunes Boisées, également connue sous le nom de Paysage de dunes, Cabanon paysan dans un paysage, ou Cabane dans un bosquet, est une peinture à l'huile sur panneau réalisée en 1646 par le peintre de l'Âge d'or de la peinture néerlandaise Jacob van Ruisdael.
Elle fait partie des collections du musée de l'Ermitage à Saint-Pétersbourg.

## Description
La peinture représente un paysage de petites dunes, avec un paysan sur le bord de la route, son paquet et son bâton à ses côtés. À gauche on remarque un étang, sur la rive opposée, des arbres. Sur une rive, un ouvrier converse avec deux personnages assis. Il y a peu de vert dans le feuillage, qui a été beaucoup travaillé à l'appuie-main. Le premier plan semble inachevé,.
Cette œuvre est l'une des plus anciennes que l'on connaisse de Ruisdael. Il n'est qu'un adolescent quand il la peint, elle est signée et datée de 1646. Les dimensions sont remarquables pour un artiste débutant : 105 × 163 cm. On ignore qui a peint les personnages et l'historien d'art Seymour Slive se demande si le staffage est de la main du père de Ruisdael, Isaack van Ruisdael.
La peinture est connue sous différents noms:  Paysage de dunes dans le catalogue raisonné de Sluis de 2001, numéro de catalogue 615, Dunes boisées dans le catalogue raisonné de Hofstede de Groot en 1911, numéro de catalogue 895. L'Ermitage la nomme Peasant Cottage in a Landscape sur leur site Web, numéro d'inventaire 939, Kuznetsov Cottage in a Grove dans son livre sur la Ruisdaels Russe et Irina Sokolova, conservatrice à l’Ermitage, Petite maison dans un bosquet.
Une version plus petite, également datée de 1646, se trouve au Goeverneurshuis de Paramaribo, au Suriname. Celle-ci porte le numéro de catalogue 610 dans le catalogue raisonné 2001 de Slive.